# Монтальба, Клара
Клара Монтальба (англ. Clara Montalba; 2 августа 1840, Челтнем — 13 августа 1929, Венеция) — британская художница-пейзажистка и маринистка. Известна в первую очередь своими венецианскими пейзажами.

## Биография и творчество
Клара Монтальба родилась в 1840 году в Челтнеме. Она была старшей из дочерей английского художника шведского происхождения Антони Рубенса Монтальбы. Её сёстры Эллен и Хильда также были художницами, а ещё одна сестра, Генриетта, — скульптором.
В течение четырёх лет Клара обучалась искусству во Франции, где её учителем был Эжен Изабе, и некоторое время работала в Нормандии. Затем жила и работала в Венеции, где некоторое время обучалась в Академии изящных искусств. Писала преимущественно пейзажи, городские улицы, архитектуру и интерьеры маслом и акварелью, строго держась, по характеристике, данной её творчеству Рихардом Мутером, «старой манеры, которая некогда при Бонингтоне, Давиде Коксе и Тёрнере, составляла славу английской школы». Ещё один критик сравнивал меланхоличные пейзажи Клары Монтальба с работами Камиля Коро. В. И. Немирович-Данченко следующим образом отзывался о «венецианском» творчестве художницы: «Мисс Клара Монтальба, влюблённая в экс-королеву Адриатики, поэтическую Венецию, рисует её точно эмалью. Только тот, кто бывал там и плавал по её каналам весной, поймёт, что женщина-художник ничего не преувеличила, а только подсмотрела у природы и передала кистью тайну её яркой красоты…».
В 1882 году Клара Монтальба провела три месяца в Канаде по приглашению принцессы Луизы, с которой была дружна её сестра Генриетта. Принцесса занималась живописью и скульптурой, и они с Кларой нередко работали вместе. Специально для Луизы была изготовлена застеклённая кабина на колёсах, в которой она и Клара могли рисовать с натуры под открытым небом, невзирая на погоду.
Клара Монтальба работала также в Лондоне и многократно выставляла свои работы, в том числе в Королевской академии художеств, Королевском обществе британских художников, Королевской шотландской академии, Королевской Гибернианской академии и галерее Гросвенор. Некоторые её пейзажи, вместе с работами других британских художниц (включая сестёр Клары), демонстрировались также на Всемирной выставке 1893 года в Чикаго. Монтальба была почётным членом Общества женщин-художниц с 1907 по 1930 год, членом Королевского общества акварелистов (с 1876 года) и Международного сообщества акварелистов. Работы художницы пользовались успехом и высоко ценились.
Клара Монтальба продолжала активно работать и выставляться вплоть до самой смерти. Она умерла 13 августа 1929 года в Венеции.

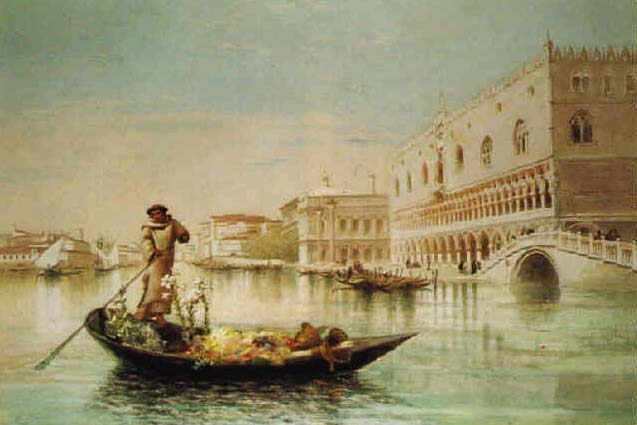
Раннее утро в Венеции
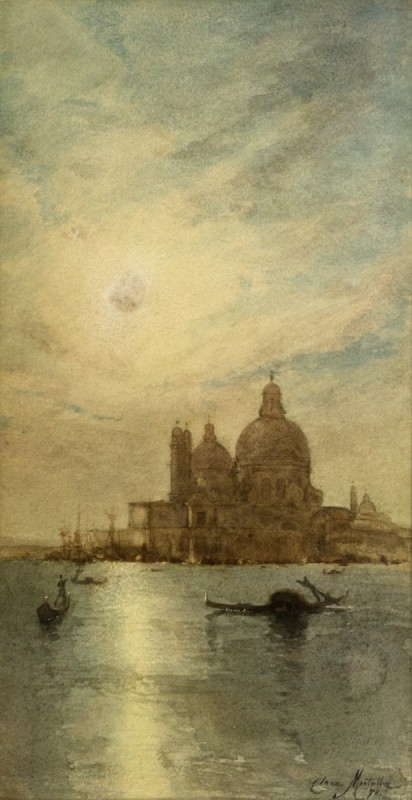
Венеция. Церковь Салюте
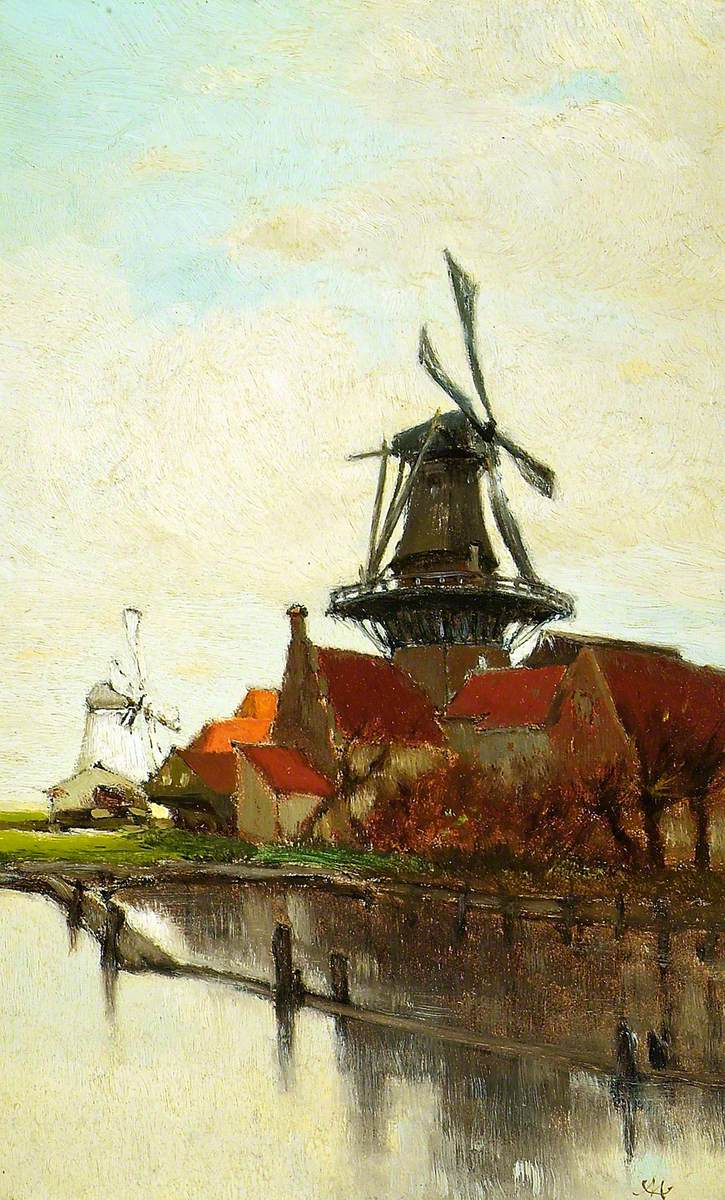
Голландская ветряная мельница. 1885
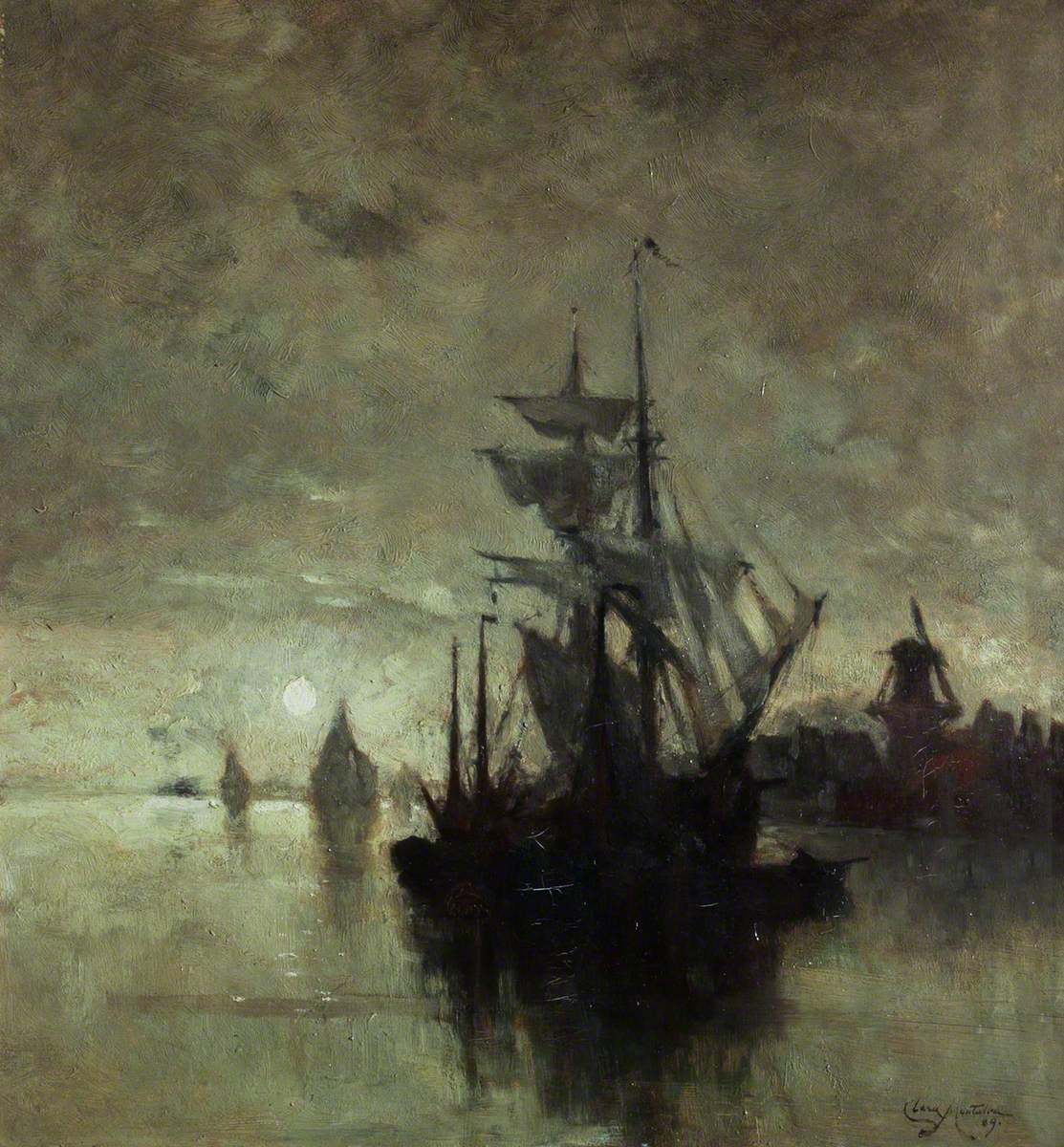
Лунный свет в Дордрехте. 1889
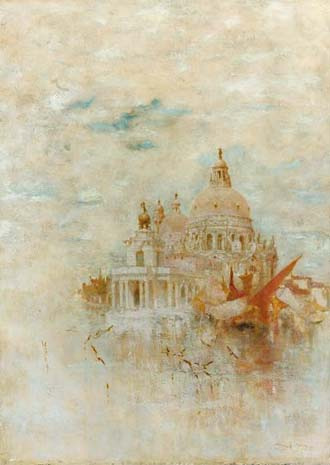
Санта-Мария-делла-Салюте. 1906